# Breurey-lès-Faverney
Breurey-lès-Faverney ist eine französische Gemeinde im Département Haute-Saône in der Region Bourgogne-Franche-Comté. Sie gehört zum Arrondissement Vesoul und zum Gemeindeverband Terres de Saône.

## Geographie
Die Gemeinde Breurey-lès-Faverney liegt auf einer Höhe von 233 m über dem Meeresspiegel, zwei Kilometer südöstlich von Faverney und etwa 15 Kilometer nördlich der Stadt Vesoul (Luftlinie). Das Dorf erstreckt sich im nördlichen Teil des Departements, am südlichen Rand der breiten Talebene der Lanterne, beidseits des Ruisseau la Creusotte am Nordfuß der Höhen von Breurey.
Die Fläche des 19,48 km² großen Gemeindegebiets umfasst einen Abschnitt der leicht gewellten Landschaft im Bereich der Lanterne. Der zentrale Teil des Gebietes wird von der Talmulde des Ruisseau la Creusotte eingenommen, der für die Entwässerung nach Nordwesten zur Lanterne sorgt. Im Nordwesten reicht der Gemeindeboden in die breite Alluvialniederung der Lanterne. Sie liegt auf durchschnittlich 220 m und weist eine Breite von rund vier Kilometern auf. In der Talaue nördlich des Dorfes, in einem ehemaligen Sand- und Kiesabbaugebiet, befinden sich eine Reihe von Weihern, die teils als Naturschutzgebiet ausgewiesen sind, teils für den Wassersport genutzt werden.
Östlich an die Talung des Ruisseau la Creusotte schließt ein Plateau an, das aus Muschelkalk der mittleren Trias aufgebaut ist. Es wird durch mehrere Mulden untergliedert, wobei das Tälchen des Ruisseau de Courcelles die östliche Abgrenzung markiert. Dieser Abschnitt wird überwiegend landwirtschaftlich genutzt.
Eine markante Geländestufe von bis zu 150 m Höhe leitet nach Süden zu den Höhen von Breurey über, die von ausgedehnten Wäldern bestanden sind (Bois de Breurey, Bois de la Bannie). Mit 415 m wird auf der Höhe bei Chaumont die höchste Erhebung von Breurey-lès-Faverney erreicht. Die Hochfläche besteht aus einer Wechsellagerung von sandig-mergeligen und kalkigen Sedimenten, die während der Lias (Unterjura) abgelagert wurden. Sie wird durch die Taleinschnitte von Ruisseau des Fourches und Bâtard (ganz im Südosten) unterteilt.
Nachbargemeinden von Breurey-lès-Faverney sind Mersuay im Norden, Équevilley, Le Val-Saint-Éloi im Osten, Flagy, Auxon und Provenchère im Süden sowie Fleurey-lès-Faverney und Faverney im Westen.

## Geschichte
Im Mittelalter gehörte Breurey zur Freigrafschaft Burgund und darin zum Gebiet des Bailliage d’Amont. Die lokale Herrschaft hatten seit dem 10. Jahrhundert die Herren von Vesoul aus der Adelsfamilie Faucogney inne. Im 14. Jahrhundert ging die Herrschaft an die Familie Vergy von Champlitte über. Zusammen mit der Franche-Comté gelangte der Ort mit dem Frieden von Nimwegen 1678 definitiv an Frankreich. Zu Beginn des 20. Jahrhunderts wurde Breurey-lès-Faverney durch eine Trambahn an das Netz des öffentlichen Verkehrs angebunden. Der Betrieb auf der Linie wurde 1934 eingestellt und durch eine Busverbindung ersetzt.

## Bevölkerung
| Jahr                       | 1962 | 1968 | 1975 | 1982 | 1990 | 1999 | 2006 | 2016 | 2022 |
| Einwohner                  | 434  | 372  | 367  | 420  | 510  | 509  | 521  | 632  | 597  |
| Quellen: Cassini und INSEE |      |      |      |      |      |      |      |      |      |

Mit 597 Einwohnern (1. Januar 2022) gehört Breurey-lès-Faverney zu den kleineren Gemeinden des Départements Haute-Saône. Nachdem die Einwohnerzahl in der ersten Hälfte des 20. Jahrhunderts deutlich abgenommen hatte (1881 wurden noch 989 Personen gezählt), wurde von 1975 bis 1990 wieder ein Bevölkerungswachstum verzeichnet. Seither gab es nur noch geringe Schwankungen.

## Sehenswürdigkeiten
Die Kirche Saint-Laurent wurde von 1737 bis 1757 erbaut. Zur bemerkenswerten Ausstattung gehören Gemälde, Statuen und Reliquienschreine, ein reich skulptierter Altar und Täfelungen aus dem 18. Jahrhundert sowie verschiedene Grabplatten. Die ehemalige Kirche wurde zunächst in ein Pfarrhaus und später in ein Wohnhaus umgewandelt.
Der Ortskern ist geprägt durch verschiedene Häuser, die zum Teil mit Türmchen ausgestattet sind und den traditionellen Stil der Haute-Saône zeigen. Sehenswert ist auch die Fontaine du Rondey von 1830, ein Lavoir im Atriumstil mit doppeltem Peristyl. Etwas oberhalb des Dorfes steht das Château Collot im historisierenden Louis-XIII-Stil in einem großen Park. Die Einsiedler-Kapelle Saint-Laurent befindet sich am Nordwesthang der Höhen von Breurey.

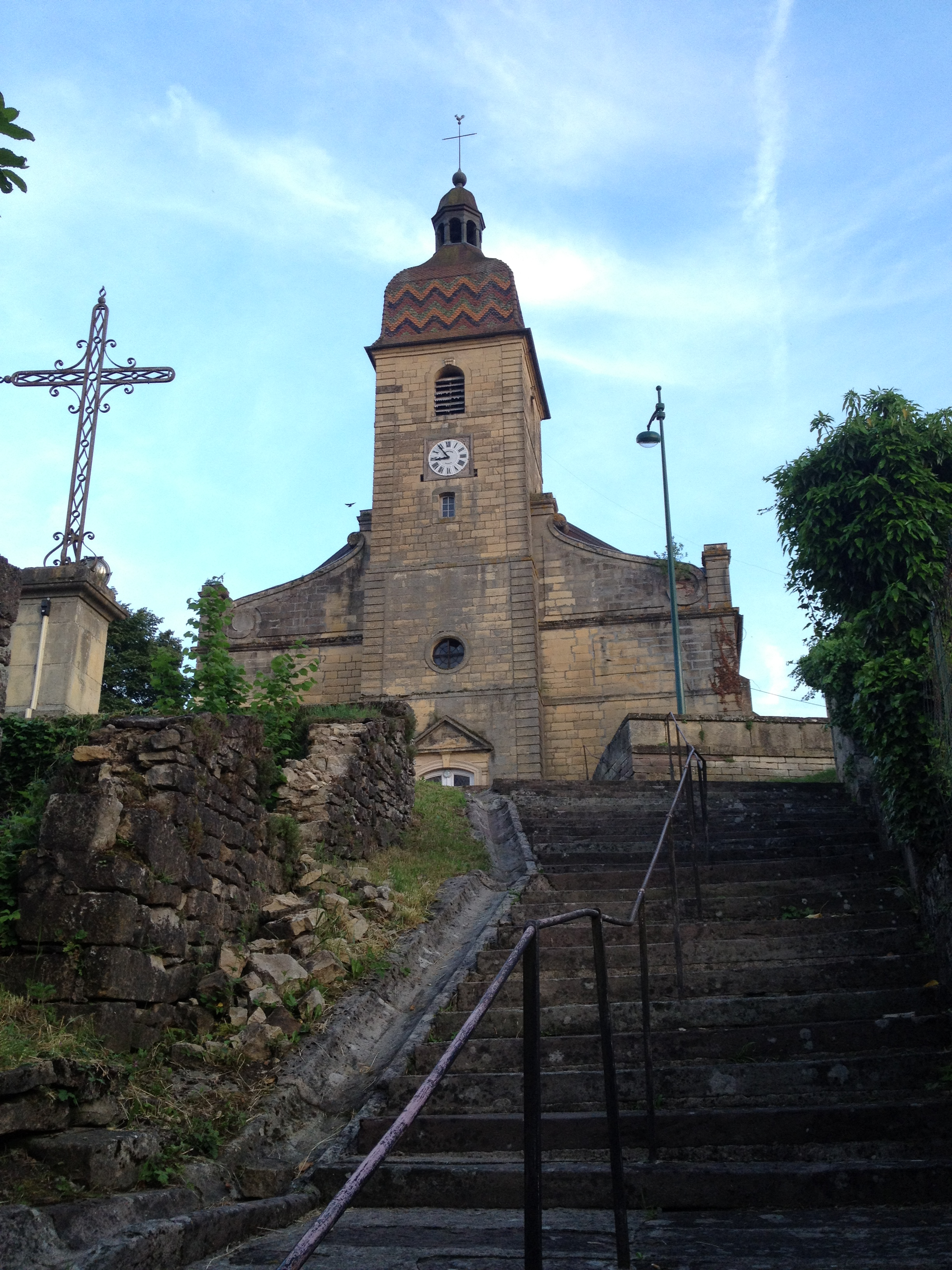
Kirche Saint-Laurent
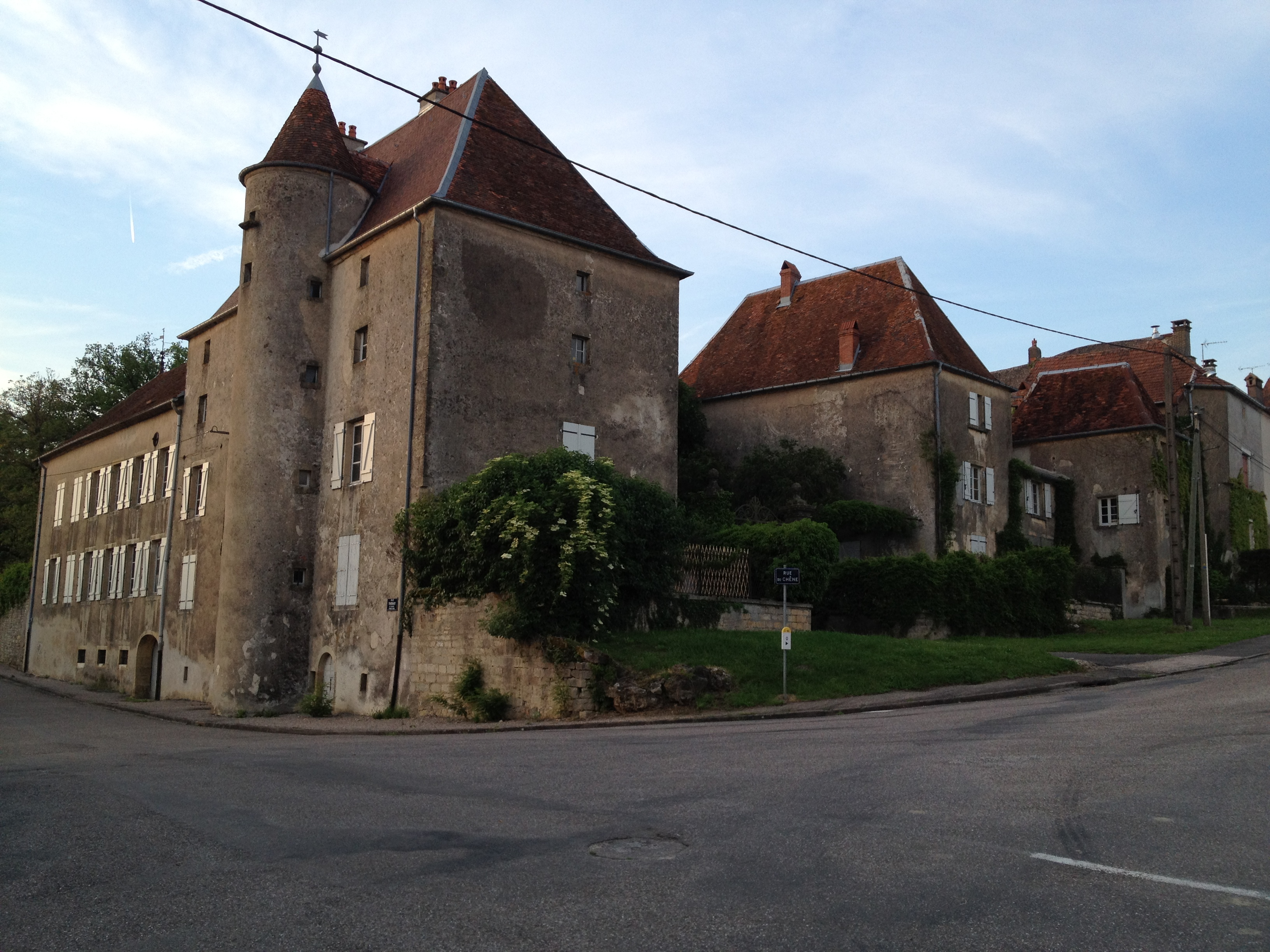
Herrenhaus in der Rue du Chêne

### Einsiedler-Kapelle Saint-Laurent
Die Kapelle ist dem Schutzpatron der Armen gewidmet. Der Zeitpunkt ihrer Errichtung ist bis heute unbekannt, möglicherweise handelt es sich um die Kapelle einer alten Einsiedelei, die dem Weiler später seinen Namen gab.
Ausgestattet mit 200 Ar Land, das Einnahmen für seinen Unterhalt generierte, wurde es während der Französischen Revolution konfisziert und als Staatseigentum verkauft (am 12. Februar 1791). Als es zusehends verfiel, wurde es 1903 von Amédée Joly, dem Besitzer von La Rochotte, und Pater Bruant restauriert.
Es beherbergte eine Statue des Heiligen Laurentius, die heute in der gleichnamigen Kirche aufbewahrt wird, und war Gegenstand langer Prozessionen, insbesondere am 10. August anlässlich des Patronatsfestes. Durch die von der Gemeinde durchgeführte Renovierung hat sie ihre ursprüngliche Farbe wiedererlangt, die ihr ihren Namen gab: Weiße Kapelle.

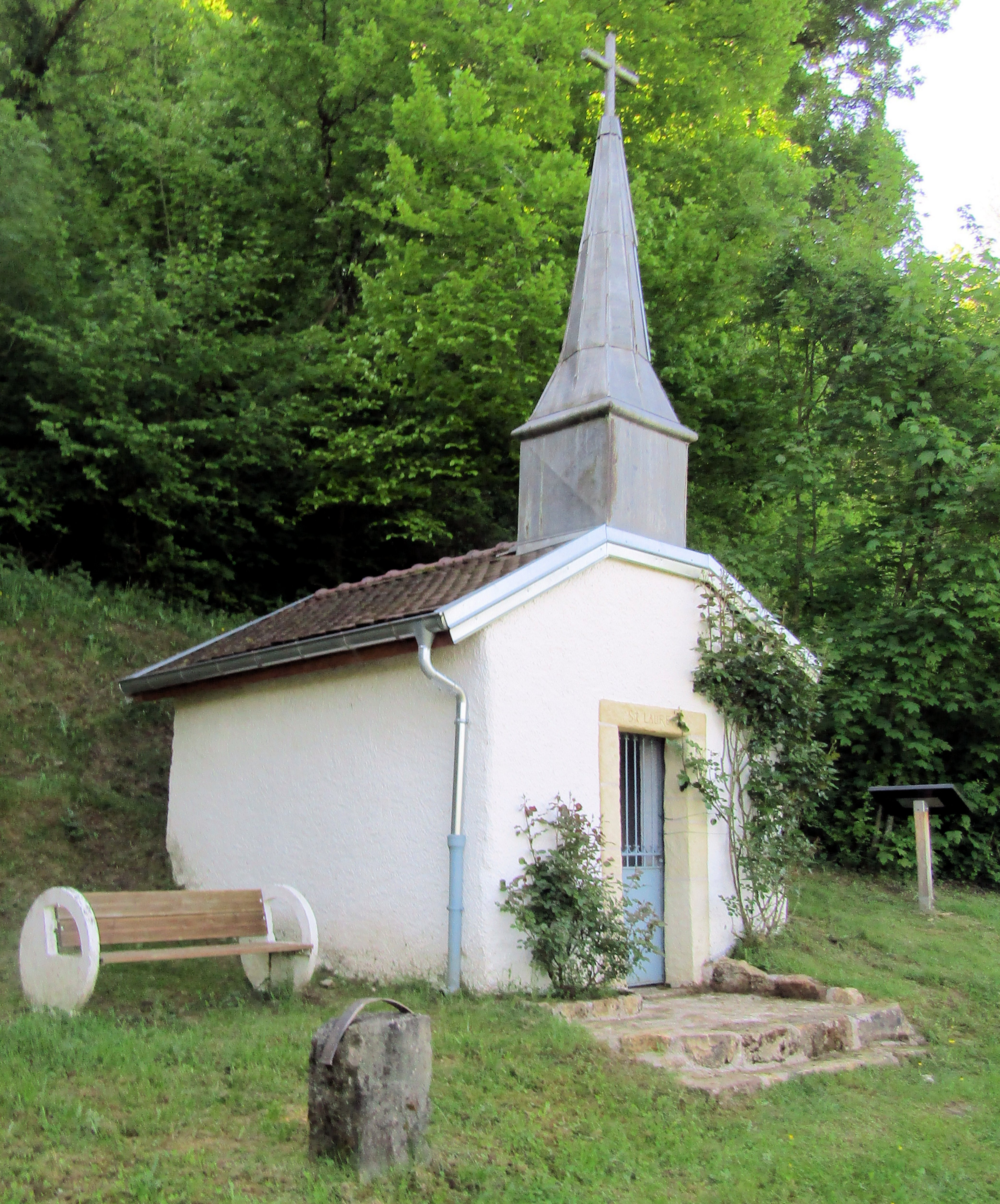
Nordseite
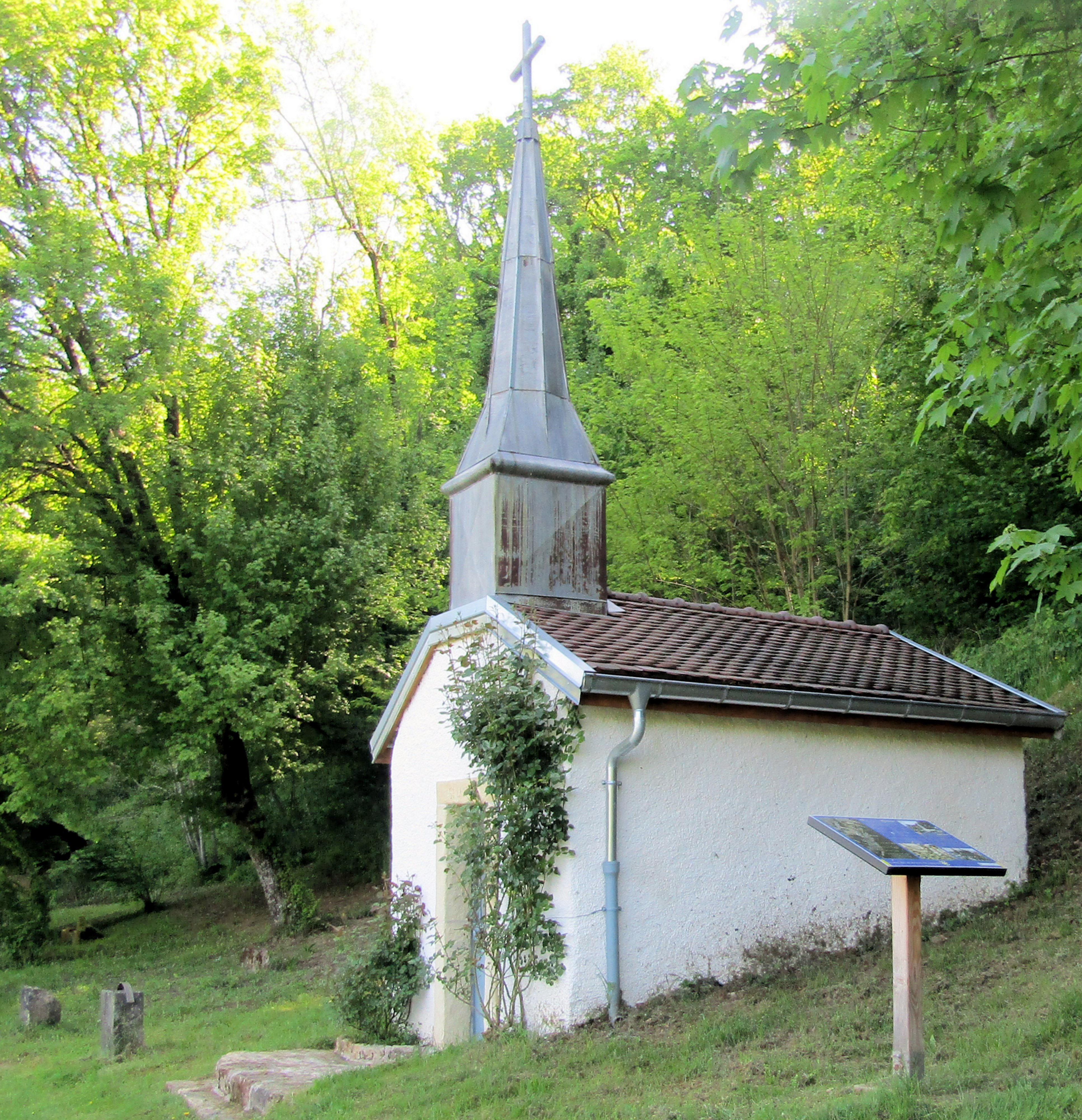
Südseite

## Wirtschaft und Infrastruktur
Breurey-lès-Faverney war bis weit ins 20. Jahrhundert hinein ein vorwiegend durch die Landwirtschaft (Ackerbau, Obstbau und Viehzucht) und die Forstwirtschaft geprägtes Dorf. Heute gibt es verschiedene Betriebe des lokalen Kleingewerbes, vor allem in den Branchen Baugewerbe und Feinmechanik. In den letzten Jahrzehnten hat sich das Dorf zu einer Wohngemeinde gewBreurey-lès-Faverney, Chapelle Saint-Laurent 1.jpg|Nordseiteandelt. Viele Erwerbstätige sind deshalb Wegpendler, die in den größeren Ortschaften der Umgebung ihrer Arbeit nachgehen. Die Wasserflächen nördlich des Dorfes werden als Naherholungsgebiet und für Wassersport (Freizeitzentrum) genutzt.
Die Ortschaft liegt abseits der größeren Durchgangsachsen an einer Departementsstraße, die von Faverney nach La Villedieu-en-Fontenette führt. Weitere Straßenverbindungen bestehen mit Mersuay und Provenchère.

## Belege
1. ↑   Infotafel an der Kapelle (französisch)